# 神奈中システムプラン

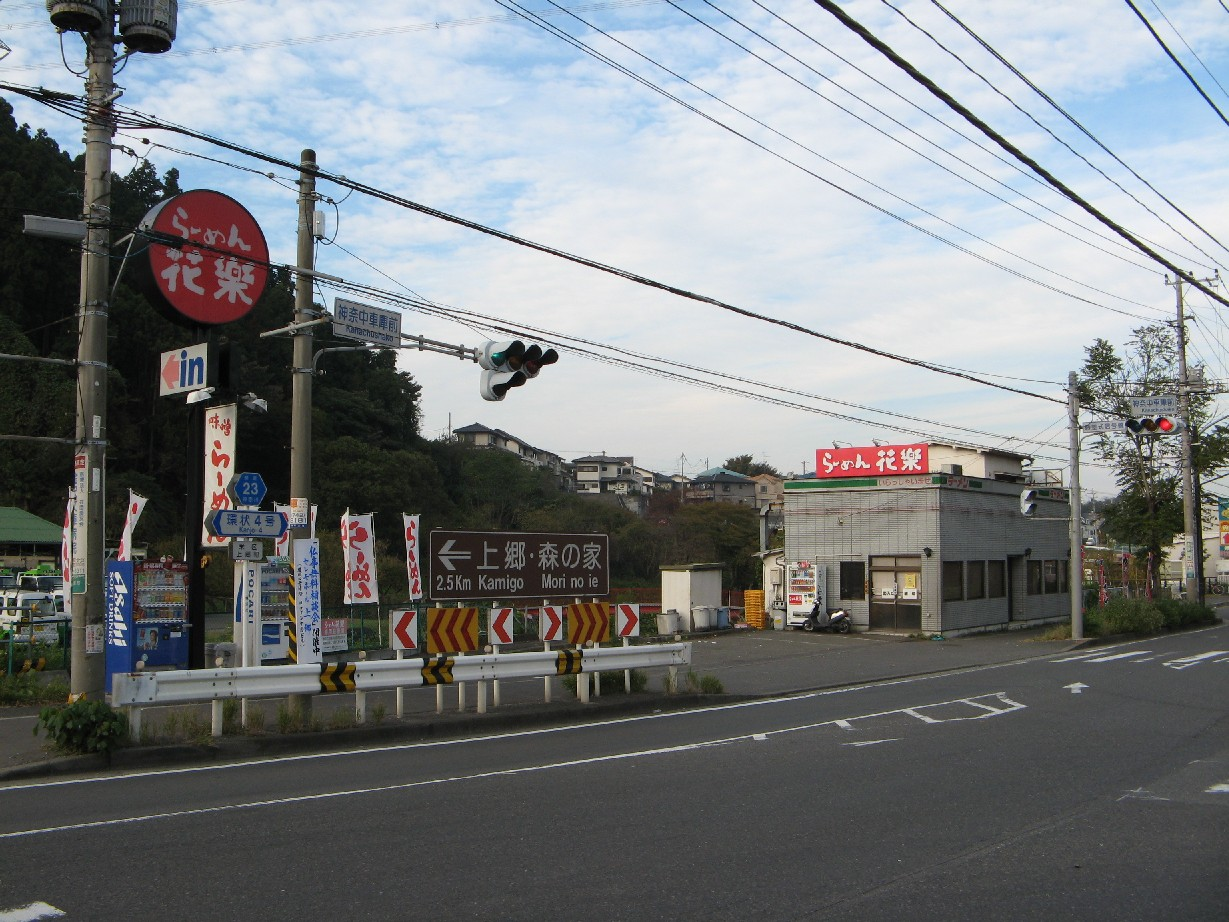
らーめん花樂の店舗（大船店）

株式会社神奈中システムプラン（かなちゅうシステムプラン）は、神奈川中央交通グループの商業店舗運営会社である。本社は神奈川県平塚市。

## 概要
神奈川中央交通が、社内改組の際に同系列の事業を統合して専業の会社として、1997年10月に設立したものである。
主力事業の一つであるラーメン店は1977年10月、全国チェーンの「くるまやラーメン」とフランチャイズ（FC）契約をして店舗を開拓したが、2000年にくるまやラーメンとのFCを解消し、同年4月より自社ブランド「らーめん花樂」として運営。2024年6月現在で、神奈川県を中心にらーめん花樂を6店舗、北海道らーめん麺処うたりを1店舗を展開している。店舗設置場所は当初、親会社の神奈川中央交通のバス遊休地を使用していたが、現在は広く一般テナントにも入店している。

## 展開事業

### 自社ブランド
- らーめん花樂
- 北海道らーめん麺処うたり

### フランチャイジー
フランチャイジーとして、以下の飲食店を手掛けている。飲食店以外では過去に、レンタルショップ「TSUTAYA」も運営していた。
- 名代 箱根そば - 小田急レストランシステムのFC店
- 鰻の成瀬
- サーティワンアイスクリーム
- ミスタードーナツ
- ドトールコーヒーショップ